# 류큐 대학
류큐 대학(일본어: 琉球大学, University of the Ryukyus)은 일본의 국립 대학이다. 대학 본부는 오키나와현 나카가미 군(中頭郡) 니시하라정(西原町)에 있다.

## 연혁
류큐 대학은 1950년에 미국군 정부에 의해 설립되었다.
1966년에 류큐 정부립(琉球政府立)이 되어 1972년에 일본 국립 대학이 되었다.
최초의 캠퍼스는 슈리성내에 있었지만, 1984년에 현 캠퍼스로 이전되었다.
- 1946년 1월: 현 우루마시에 오키나와 문교학교(沖繩文敎學校) 설립.
학과: 사범부, 외어부, 농림부.
- 1946년 9월 : 외어부가 오키나와 외국어학교(沖繩外國語學校)로서 독립.
- 1950년 5월 : 류큐 대학 설립. 오키나와 문교학교, 오키나와 외국어학교를 통합.
학부: 영어학부, 교육학부, 사회과학부, 농학부, 이학부, 응용학예학부.
- 1951년 9월 : 임학부 설치.
- 1952년 4월 : 영어학부를 어학부로 개명. 응용학예학부를 분리: 상학부, 가정학부.
- 1952년 5월 : 아마미오섬에 분교를 설치 (1953년 12월 폐지).
- 1966년 7월 : 류큐 정부립이 됨.
- 1967년 4월 : 학부 개편: 법문학부, 교육학부, 이공학부, 농학부.
- 1968년 5월 : 보건학부 설치.
- 1972년 5월 : 일본 국립 대학이 됨.
- 1979년 4월 : 이공학부를 분리: 이학부, 공학부.
- 1979년 10월 : 의학부 설치.
- 2008년 4월 : 관광산업과학부 설치.

## 캠퍼스
- 센바루(千原) 캠퍼스: 대학 본부 캠퍼스.
- 오키나와현 나카가미 군(中頭郡) 니시하라정(西原町) 아자(字) 센바루(千原) 1.
- 우에하라(上原) 캠퍼스: 의학부 캠퍼스.
- 오키나와 현 나카가미 군 니시하라 정 아자 우에하라(上原) 207.

## 조직

### 학부
- 법문학부
  - 종합사회 시스템 학과
  - 인간과학과
  - 국제언어문화학과
- 관광산업과학부
  - 관광과학과
  - 산업경영학과
- 교육학부
  - 학교교육 교원양성 과정
  - 평생교육 과정
- 이학부
  - 수리(數理)과학과
  - 물질지구과학과
  - 해양자연과학과
- 의학부
  - 의학과 (6년제)
  - 보건학과
- 공학부
  - 기계 시스템 공학과
  - 환경건설공학과
  - 전기전자공학과
  - 정보공학과
- 농학부
  - 생물생산학과
  - 생산환경학과
  - 생물자원과학과

### 대학원
- 인문사회과학 연구과
- 관광과학 연구과
- 교육학 연구과
- 의학 연구과
- 보건학 연구과
- 이공학 연구과
- 농학 연구과
- 법무 연구과 (법과대학원)

### 부속기관
- 도서관
- 의학부 부속 병원
- 교육학부 부속 학교: 초등학교, 중학교.